# Сухопутні війська Угорщини
Сухопутні війська Угорщини (угор. Magyar Szárazföldi Haderő) є сухопутним підрозділом Угорських сил оборони, який відповідає за наземну діяльність і війська, включаючи артилерію, танки, БТРи , БМП та наземну підтримку. Сухопутні сили Угорщини служили в Іраку, а зараз перебувають на службі в Афганістані та КФОР.
Попередні угорські сухопутні сили включали Королівський угорський ландвер, Королівську угорську армію та компоненти сухопутних сил Угорської народної армії. Під час холодної війни Угорщина була підтримувана Радянським Союзом і була членом Варшавського договору. Після розпаду Радянського Союзу в 1991 році Угорщина скоротила кількість танків і військ, а також закрила гарнізони. Зараз угорська армія займається питаннями національної безпеки, миротворчої діяльності та міжнародних конфліктів. Угорщина приєдналася до НАТО в 1999 році.

## Історія
У 1963 сухопутні війська включали 5-ту армію Угорщини, сформовану в 1961 році у Секешфегерварі. Це з'єднання включало 7-му мотострілецьку дивізію в Кішкунфеледьгазі, 8-му мотострілецьку дивізію в Залаегерсезі, 9-ту мотострілецьку дивізію в Капошварі та 11-ту танкову дивізію в Таті. Це з'єднання також включало 34-й спеціальний розвідувальний батальйон в Секешфегерварі, який також входив до складу 5-ї армії. Іншим великим з'єднанням сухопутних військ був 3-й армійський корпус в Цегледі (включав 4-ту мотострілецьку дивізію в Дєндєші та 15-ту мотострілецьку дивізію в Ньїредьгазі).
Майкл Гольм пише, що 3-й армійський корпус (в/ч 6639, мав 66-й батальйон зв'язку, 3-й батальйон охорони та забезпечення у Цегледі, 4-ту мотосрілецьку дивізію в Дєндєші, 15-ту мотострілецьку дивізію в Ньїредьгазі) був створений 1 листопада 1966 року, і був ідентично організований у 1970 і 1980 роках, але до 1988 року був реорганізований, щоб складатися з чотирьох механізованих піхотних, однієї танкової бригад, однієї артилерійської бригади та трьох артилерійських полків (ракетний, зенітний артилерійський і протитанковий артилерійський), плюс інші підрозділи забезпечення.
З падінням Організації Варшавського договору 5-та армія та 3-й механізований корпус були розформовані в 1991 році. Після цього Сили оборони Угорщини успадкували майно та особовий склад Угорської народної армії. Однак у зв'язку зі зміною геополітичної ситуації армія почала більш різке скорочення своїх сил, що вплинуло і на її матеріальне забезпечення. Скорочення було частково виправдано приєднанням до Договору про ЗЗСЄ, а частково через той факт, що національні економічні показники на той час були недостатніми для утримання та постачання таких великих сил.
Після вступу країни до НАТО почалися закупівлі новітньої та сучаснішої багатоцільової техніки. Серед них, окрім транспортних засобів різного типу та призначення, автомобілі постачання RÁBA, вантажівки Mercedes UNIMOG та MAN, пасажирські позашляховики Mercedes-Benz G 270 CDI, засоби зв’язку, бронежилети та шоломи, нова стрілецька зброя, безпілотник Skylark I літальні апарати і так далі.
Крім того, було модернізовано кілька старих існуючих активів: різноманітні радіолокаційні локатори (наприклад, П-18М та СТ-68У), зенітно-ракетні комплекси 2К12 «Куб» були модернізовані в рамках польсько-угорської співпраці (2K12M), продовжено термін служби керованих протитанкових ракет 9М111 «Фагот» і 9М113 «Конкурс», а в 2000-х роках робилися спроби модернізації бронетранспортерів БТР-80 з обмеженими результатами. Стара радянська техніка вийшла на межі свого розвитку і більшість із них наближаються до кінця свого технічного ресурсу. Відсутність ресурсів у збройних силах не дозволяла суттєвих покращень, справжньої «зміни епохи» аж до середини 2010-х років.
Сухопутні війська Угорщини покинули Афганістан в 2021 році, і оголошуючи про завершення евакуації 26 серпня 2021 р. Міністр оборони Угорщини Тібор Бенко заявив, що «Угорщина припиняє евакуацію в Афганістані після перевезення повітрям 540 осіб, включаючи громадян Угорщини та афганців та їхні сім’ї, які раніше працювали на угорські сили». Перед виведенням у квітні 2021 року було заявлено, що «кількість угорських військ, присутніх в Афганістані, вже скоротилася лише до десяти».

## Структура
Станом на 2020 рік основними бойовими формуваннями Сухопутного командування СОУ є:
- 1-й вибухотехнічний та річковий полк флотилії "Ґонвед", в Уйпештському[en] військовому порті в Будапешті[7]
  - 1-ша вибухотехнічна рота
  - Спеціальна рота знешкодження вибухонебезпечних предметів
  - Річкова флотилія
  - Вибухотехнічна рота К-9
  - рота забезпечення
  - батальйон матеріально-технічного забезпечення
  - навчальна рота
- 2-га бригада спеціальних сил "вітез Арпад Берталан[hu]", на Авіабазі Сольнок[en][8]
  - рота управління, в Сольнок
  - 34-й батальйон спеціальних сил[en] Ласло Берченьї[en], на Авіабазі Сольнок
  - 88-й змішаний легкий батальйон, на Авіабазі Сольнок
- 5-та піхотни бригада[en] "Іштван Бочкай", в Дебрецені[9]
  - рота управління, в Дебрецені
  - 3-й піхотний батальйон "Міклош Берчені", в Годмезевашаргейі, на БТР-80
  - 39-й піхотний батальйон в Дебрецені, на БТР-80
  - 62-й піхотний батальйон в Годмезевашаргейі, на БТР-80
  - іненерний батальйон оперативного забезпечення, в Дебрецені
  - логістичний батальйон, в Дебрецені
  - рота штурму-розгородження, в Дебрецені
  - вузол зв'язку, in Debrecen
- 24-й розвідувальний полк "Гергелі Борнемісса[en]" в Дебрецені[10]
  - рота зв'язку та управління, в Дебрецені
  - розвідувальна рота в Дебрецені
  - рота глибинної розвідки в Дебрецені
  - рота тактичної розвідки (HUMINT) в Дебрецені
  - рота РЕБ в Дебрецені
  - рота БПЛА в Дебрецені
  - логістична рота
- 25-та піхотна бригада[en] "Дьордь Клапка", в Таті[11]
  - рота управління, в Таті
  - 1-й піхотний батальйон, в Таті, на БТР-80
  - 2-й піхотний батальйон, в Таті, на БТР-80
  - 11-й танковий батальйон, в Таті, на 44x Leopard 2A7+ ОБТ[12]
  - 36-й протитанковий ракетний батальйон, в Таті, з ПТРК 9K115-2 Метис-М
  - 57-й комендантський батальйон, в Таті
  - 101-й артилерійський дивізіон, в Таті, з 24x 155 мм САУ Panzerhaubitze 2000 [12]
  - логістичний батальйон, в Таті
- 37-й інженерний полк "Ференц II Ракоці", в Сентеші[13]
  - взвод підтримки управління, в Сентеші
  - мостобудівний батальйон, в Сентеші
  - понтонно-мостовий батальйон, в Сентеші
  - водоочисна рота, в Сентеші
  - інженерно-будівельна рота, в Сентеші
  - навчальна рота, в Сентеші
- 43-й полк зв'язку та управління "Йожеф Надьшандор[en]", в Секешфегерварі[14]
  - рота охорони та управління
  - головний центр бойового управління C4I
  - Задунайський центр зв'язку та C4I
  - Низинний центр зв'язку та C4I, на Авіабазі Сольнок
  - вузол зв'язку
  - логістичний батальйон
- 93-й батальйон РХБ захисту "Шандор Петефі", в Секешфегерварі[15]
  - рота управління
  - рота РХБ знезараження
  - рота РХБ розвідки
  - рота РХБ підтримки
  - рота підтримки